# Ferdinando del Portogallo (conte di Fiandra e di Hainaut)
Ferdinando Sanchez, Fernando o Fernán in spagnolo, in asturiano, in aragonese e in basco, Fernando o Fernão in portoghese e in galiziano Ferrand, Fernand o Ferdinand in francese e Ferran in catalano (Coimbra, 24 marzo 1188 – Noyon, 26 luglio 1233), fu conte consorte di Fiandra e di Hainaut dal 12 gennaio 1212 fino alla sua morte.

## Origine

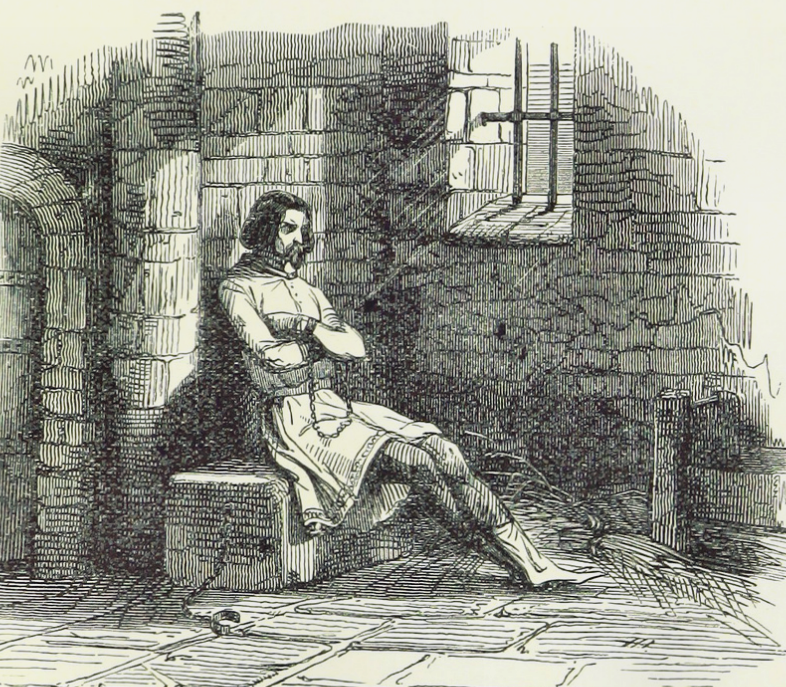
Ferdinando nelle segrete del Louvre.

Secondo il Nobiliario del Conde de Barcelos Don Pedro, Hijo del Rey Don Dionisio, Ferdinando era il terzo figlio maschio del re del Portogallo Sancho I e di Dolce di Barcellona(1160-1198), che secondo la Ex Gestis Comitum Barcinonensium, era figlia della regina di Aragona, Petronilla e del conte di Barcellona, Raimondo Berengario IV.
Sancho I del Portogallo, secondo il Roderici Toletani Archiepiscopi De Rebus Hispaniæ, era figlio del re del Portogallo Alfonso I e della principessa Mafalda di Savoia (1125-1158), figlia secondogenita del conte di Savoia Amedeo III e di Mafalda d'Albon.

## Biografia

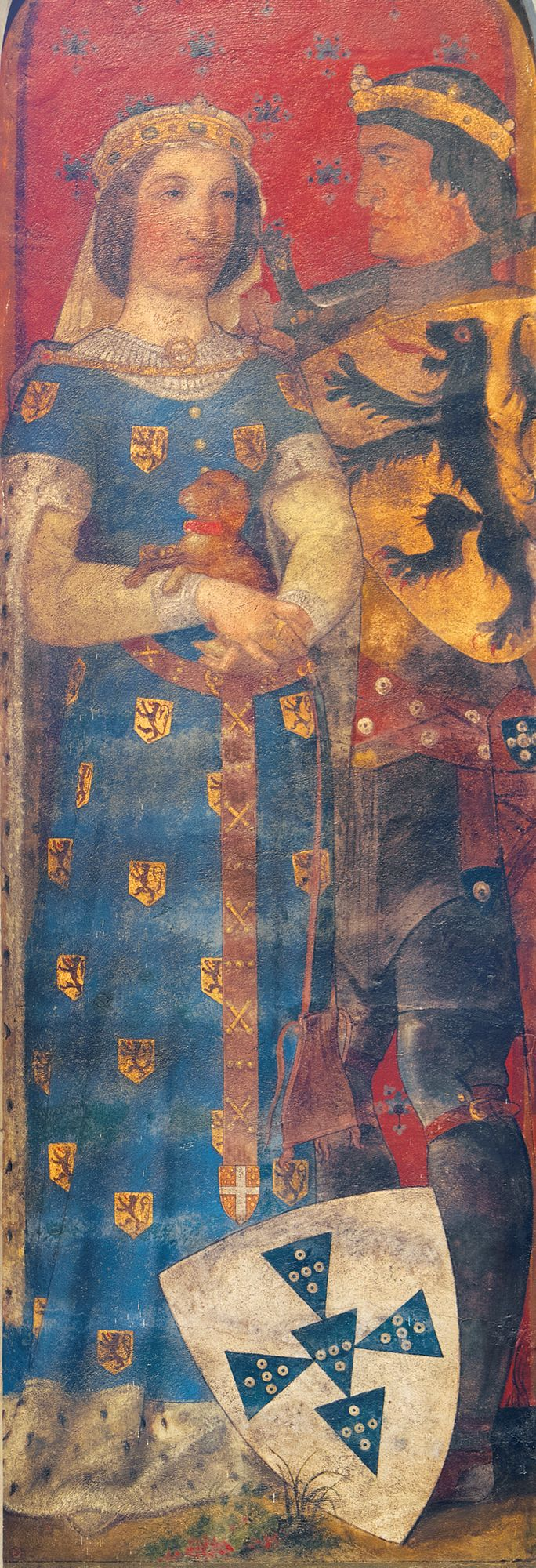
Ferdinando e Giovanna.

Anche il cronista, Rodrigo Jiménez de Rada, nel suo De Rebus Hispaniæ elenca Ferdinando tra i figli di Sancho I e Dolce di Barcellona chiamandolo Ferdinandum.
Secondo la Flandria Generosa (Continuatio Claromariscensis) sua zia Teresa, che nelle Fiandre era detta Matilde, che era stata contessa consorte delle Fiandre dal 1183 al 1191, reggente della contea tra il 1190 e il 1191 e poi duchessa consorte di Borgogna dal 1193 al 1195, si interessò e riuscì a organizzare a Parigi, il primo gennaio del 1212, il matrimonio di Ferdinando con la sua pronipote acquisita, la contessa delle Fiandre e di Hainaut Giovanna, che secondo la Genealogica Comitum Flandriæ Bertiniana, Continuatio Marchianensis era la figlia primogenita del conte delle Fiandre, conte di Hainaut e anche primo imperatore dell'impero latino di Costantinopoli Baldovino delle Fiandre o di Hainaut e di Maria di Champagne, figlia, secondo il Gisleberti Chronicon Hanoniense, del conte di Champagne e di Brie Enrico I e di Maria di Francia, che, secondo la Chronica Albrici Monachi Trium Fontium era la figlia primogenita del re di Francia Luigi VII e della duchessa d'Aquitania e Guascogna e contessa di Poitiers Eleonora.
Subito dopo le nozze, Assunto il titolo di Ferdinando conte delle Fiandre e di Hainaut, la coppia si diresse nelle Fiandre per prendere possesso della contea; ma mentre Giovanna e Ferdinando erano in viaggio verso le Fiandre, l'erede al trono di Francia, il cugino di Giovanna, Luigi (la madre di Luigi, Isabella di Hainaut, sorella di Baldovino, padre di Giovanna, al momento del matrimonio con Filippo II Augusto, aveva portato in dote la contea di Artois, che Baldovino si era ripreso forzatamente dopo la morte della sorella), li aveva preceduti e non solo aveva occupato l'Artois, la dote della madre, ma si era impossessato delle città di Saint-Omer e Aire, che erano nella contea delle Fiandre. Giovanna e Ferdinando dovettero accettare la situazione, poiché era per loro prioritario prendere possesso delle Fiandre e di Hainaut; tuttavia appena entrato in possesso delle contee, si circondarono di collaboratori fidati e, non dimenticando l'offesa, dopo pochi mesi avevano ripreso contatto con gli antichi alleati di suo suocero, Baldovino: Giovanni d'Inghilterra, e, dopo che Filippo II Augusto si era rifiutato di restituire le due città, pur essendo vassalli del re di Francia entrarono a far parte della lega contro la Francia, guidata dall'imperatore, Ottone IV di Brunswick.
Nel 1213 Ferdinando, memore dell'offesa subita, pur essendo vassallo del re di Francia Filippo Augusto si rifiutò di partecipare all'invasione dell'Inghilterra che si stava preparando. Filippo aveva deciso di spostare la grande flotta preparata per l'invasione da Boulogne a Damme, impadronendosi di Bruges e Ypres e assediando Gand; Giovanni senza Terra attaccò improvvisamente la flotta francese, disperdendo più di quattrocento navi minori e catturando o bruciando almeno ottanta vascelli. Allora Ferdinando si schierò apertamente con il re d'Inghilterra e, per rivalsa, l'esercito francese entrò nelle Fiandre e le mise a sacco; Ferdinando, dopo che il re di Francia aveva devastato le Fiandre, fece parte dell'esercito alleato (oltre all'Inghilterra vi erano le Fiandre, il Brabante, il Limburgo e la Lorena con l'appoggio dell'impero), guidato dall'imperatore Ottone IV, che si contrappose all'esercito francese e, il 27 luglio 1214, l'esercito alleato si gettò all'inseguimento dell'esercito francese (più esiguo nel numero dei componenti), nella piana di Bouvines e nella conseguente Battaglia di Bouvines Filippo II vinse e Ferdinando fu fatto prigioniero e incatenato, fu portato a Parigi dove fu messo in carcere nelle segrete del Louvre. Mentre Ferdinando rimase prigioniero per circa dodici anni, a sua moglie, Giovanna fu concesso di governare la contea per conto del marito, sotto stretto controllo di Filippo II Augusto; Giovanna, seguì una politica di sottomissione al re di Francia, che le garantiva una protezione reale contro i nemici.
Il 5 aprile 1226 Giovanna e Luigi VIII siglarono il Trattato di Melun, dove ella versò 50000 £ per la libertà del marito, Ferdinando venne rilasciato all'inizio dell'anno dopo (il 6 gennaio 1227) per mano di Bianca di Castiglia che, reggente per il figlio minorenne Luigi IX, solo dopo la moglie era riuscita a raccogliere e pagare alla reggente, Bianca di Castiglia, metà della cifra richiesta per il riscatto prevista dal trattato di Melun e che Ferdinando aveva sottoscritto il trattato di Melun, che assicurava la fedeltà delle Fiandre al regno di Francia; rientrato nella sua contea e da allora Ferdinando si comportò da buon vassallo, non partecipando alla fronda contro la reggente, Bianca di Castiglia e fondò il convento di Marquette, vicino a Lilla.
Secondo la Chronica Albrici Monachi Trium Fontium, nel 1229, alla morte del giovane Marchese di Namur Enrico II, Ferdinando avrebbe voluto succedergli nel titolo; ma la trovò già occupato dalla sorella di Enrico II, Margherita (o Sibilla), contessa consorte della contea di Vianden. A Ferdinando andarono due castelli: Vieuville, nei pressi di Charleroi, e Golzinne, nei pressi di Namur.
Ferdinando morì nel 1233: secondo il Hugonis Continuatio Clarimariscensis morì il 26 luglio; la Willelmi Chronica Andrensis 252, precisa che morì nei pressi di Noyon e il suo corpo fu inumato in un mausoleo fatto costruire dalla moglie Giovanna per entrambi nell'abbazia di Marquette, luogo confermato anche dalla Chronica Albrici Monachi Trium Fontium e dagli Annales Blandinienses.
Dopo la morte di Ferdinando Giovanna sposò Tommaso di Savoia, fratello del conte di Savoia Amedeo IV, figli di Tommaso I. Il matrimonio fu celebrato, dopo la sua morte della figlia di primo letto, Maria, nel 1237, come ci confermano gli Annales Blandinienses

## Discendenza
Ferdinando e Giovanna ebbero un'unica figlia:
- Maria (1231-1236), che dopo essere rimasta orfana di padre[19] fu accolta alla corte di Francia da Luigi IX il Santo e, nel 1235, fu fidanzata al fratello del re, Roberto[4], ma Maria morì prima delle nozze.

## Ascendenza
|                                      |                                       |                                      | Genitori                     |  |  | Nonni |  |  | Bisnonni                                 |  |  | Trisnonni          |  |
|                                      |                                       |                                      |                              |  |  |       |  |  | Enrico di Borgogna, conte del Portogallo |  |  | Enrico di Borgogna |  |
|                                      |                                       |                                      |                              |  |  |       |  |  | Enrico di Borgogna, conte del Portogallo |  |  | Enrico di Borgogna |  |
|                                      |                                       | Sibilla di Barcellona                |                              |  |  |       |  |  | Enrico di Borgogna, conte del Portogallo |  |  |                    |  |
| Alfonso I del Portogallo             |                                       |                                      |                              |  |  |       |  |  | Enrico di Borgogna, conte del Portogallo |  |  |                    |  |
|                                      |                                       | Teresa di León                       | Alfonso VI di León           |  |  |       |  |  |                                          |  |  |                    |  |
|                                      |                                       | Teresa di León                       | Alfonso VI di León           |  |  |       |  |  |                                          |  |  |                    |  |
|                                      |                                       | Teresa di León                       | Jimena Muñoz                 |  |  |       |  |  |                                          |  |  |                    |  |
| Sancho I del Portogallo              |                                       | Teresa di León                       |                              |  |  |       |  |  |                                          |  |  |                    |  |
|                                      |                                       | Amedeo III di Savoia                 | Umberto di Savoia            |  |  |       |  |  |                                          |  |  |                    |  |
|                                      |                                       | Amedeo III di Savoia                 | Umberto di Savoia            |  |  |       |  |  |                                          |  |  |                    |  |
|                                      |                                       | Amedeo III di Savoia                 | Gisella di Borgogna          |  |  |       |  |  |                                          |  |  |                    |  |
| Mafalda di Savoia                    |                                       | Amedeo III di Savoia                 |                              |  |  |       |  |  |                                          |  |  |                    |  |
|                                      |                                       | Mahaut di Albon                      | Ghigo III d'Albon            |  |  |       |  |  |                                          |  |  |                    |  |
|                                      |                                       | Mahaut di Albon                      | Ghigo III d'Albon            |  |  |       |  |  |                                          |  |  |                    |  |
|                                      |                                       | Mahaut di Albon                      | Matilde                      |  |  |       |  |  |                                          |  |  |                    |  |
| Ferdinando del Portogallo            |                                       | Mahaut di Albon                      |                              |  |  |       |  |  |                                          |  |  |                    |  |
|                                      | Raimondo Berengario III di Barcellona | Raimondo Berengario II di Barcellona |                              |  |  |       |  |  |                                          |  |  |                    |  |
|                                      | Raimondo Berengario III di Barcellona | Raimondo Berengario II di Barcellona |                              |  |  |       |  |  |                                          |  |  |                    |  |
|                                      | Raimondo Berengario III di Barcellona | Matilde d'Altavilla                  |                              |  |  |       |  |  |                                          |  |  |                    |  |
| Raimondo Berengario IV di Barcellona | Raimondo Berengario III di Barcellona |                                      |                              |  |  |       |  |  |                                          |  |  |                    |  |
|                                      |                                       | Dolce I di Provenza                  | Gilbert I, Conte di Gévaudan |  |  |       |  |  |                                          |  |  |                    |  |
|                                      |                                       | Dolce I di Provenza                  | Gilbert I, Conte di Gévaudan |  |  |       |  |  |                                          |  |  |                    |  |
|                                      |                                       | Dolce I di Provenza                  | Gerberga di Provenza         |  |  |       |  |  |                                          |  |  |                    |  |
| Dolce di Barcellona                  |                                       | Dolce I di Provenza                  |                              |  |  |       |  |  |                                          |  |  |                    |  |
|                                      |                                       | Ramiro II di Aragona                 | Sancho Ramírez di Aragona    |  |  |       |  |  |                                          |  |  |                    |  |
|                                      |                                       | Ramiro II di Aragona                 | Sancho Ramírez di Aragona    |  |  |       |  |  |                                          |  |  |                    |  |
|                                      |                                       | Ramiro II di Aragona                 | Felicia di Roucy             |  |  |       |  |  |                                          |  |  |                    |  |
| Petronilla di Aragona                |                                       | Ramiro II di Aragona                 |                              |  |  |       |  |  |                                          |  |  |                    |  |
|                                      |                                       | Agnese d'Aquitania                   | Guglielmo IX d'Aquitania     |  |  |       |  |  |                                          |  |  |                    |  |
|                                      |                                       | Agnese d'Aquitania                   | Guglielmo IX d'Aquitania     |  |  |       |  |  |                                          |  |  |                    |  |
|                                      |                                       | Agnese d'Aquitania                   | Filippa di Tolosa            |  |  |       |  |  |                                          |  |  |                    |  |
|                                      |                                       | Agnese d'Aquitania                   |                              |  |  |       |  |  |                                          |  |  |                    |  |

## Miniature di Ferdinando a Bouvines

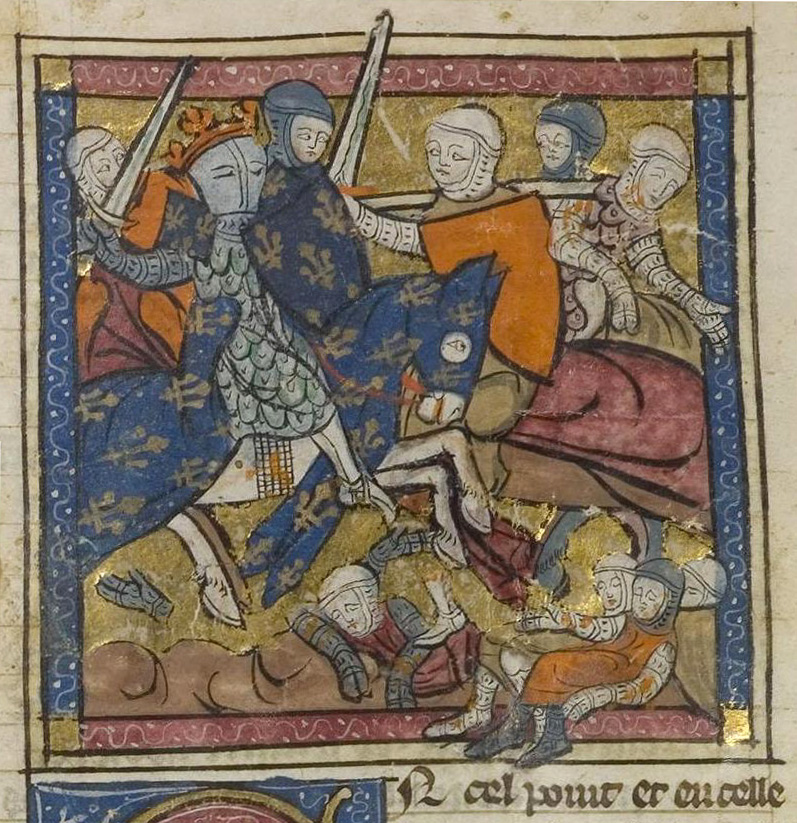
durante la battaglia
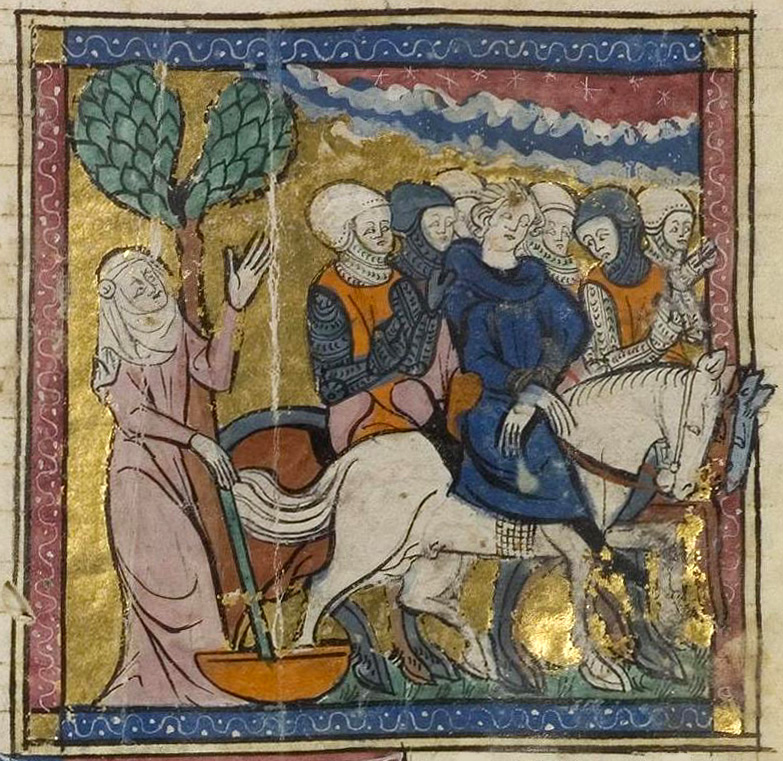
dopo la cattura
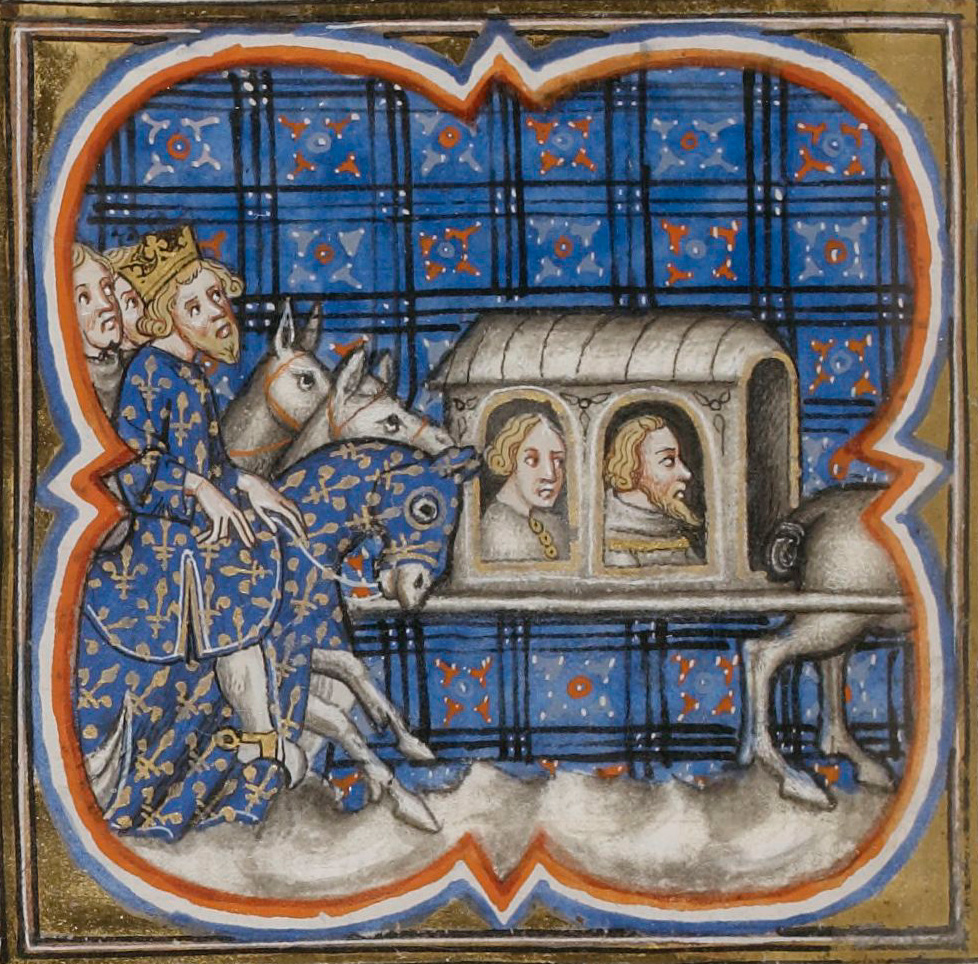
durante il trasporto a Parigi, con Rinaldo di Dammartin, conte di Boulogne, sotto lo sguardo del re di Francia Filippo Augusto

### Fonti primarie
- (LA)  Monumenta Germaniae Historica, Scriptores, tomus V.
- (LA)  Monumenta Germaniae Historica, Scriptores, tomus IX.
- (LA)  Monumenta Germaniae Historica, Scriptores, tomus XXI.
- (LA)  Monumenta Germaniae Historica, Scriptores, tomus XXIII.
- (LA)  Monumenta Germaniae Historica, Scriptores, tomus XXIV.
- (LA)  Recueil des historiens des Gaules et de la France. Tome 12.
- (ES)  Nobiliario del Conde de Barcelos Don Pedro, Hijo del Rey Don Dionisio.

### Letteratura storiografica
- Frederick Maurice Powicke, "I regni di Filippo Augusto e Luigi VIII di Francia", cap. XIX, vol. V (Il trionfo del papato e lo sviluppo comunale) della Storia del mondo medievale, 1999, pp. 776–828
- Charles Petit-Dutaillis, Luigi IX il Santo, cap. XX, vol. V (Il trionfo del papato e lo sviluppo comunale) della Storia del mondo medievale, 1999 pp. 829–864
- Henry Pirenne, "I Paesi Bassi", cap. XII, vol. VII (L'autunno del Medioevo e la nascita del mondo moderno) della Storia del Mondo Medievale, 1999, pp. 411–444.